# Heta Hirvonen
Heta Ellen Hirvonen (* 16. Oktober 2008) ist eine finnische nordische Kombiniererin und Skispringerin.

## Werdegang
Hirvonen wurde beim Verein Lahden Hiihtoseura (Skiclub Lahti) ausgebildet. Sie debütierte im September 2022 bei Youth-Cup-Wettbewerben in Tschagguns auf internationaler Ebene. Am 30. August 2023 lief sie bei ihrem ersten Grand-Prix-Start in Oberstdorf auf Rang 19. Bei ihrem zweiten Continental-Cup-Wettkampf in Lillehammer sprang sie am 6. Dezember 2023 als Dritte erstmals aufs Podest. Eine Woche später debütierte sie im Alter von 15 Jahren in Ramsau am Dachstein im Weltcup. Dabei erreichte sie im Gundersen Einzel von der Normalschanze den 26. Platz. Ende Januar 2024 nahm sie an den Olympischen Jugend-Winterspielen in Gangwon teil. Im Einzel verpasste sie als Vierte um 15,5 Sekunden die Medaillenränge. Gemeinsam mit Eemeli Kurttila, Minja Korhonen und Peter Raisanen wurde sie zwei Tage später im Mixed-Team Jugend-Olympiasiegerin. Kurz darauf trat Hirvonen an den Nordischen Junioren-Skiweltmeisterschaften in Planica an. Im Mixed-Team wurde sie Sechste, im Teamsprint gemeinsam mit Minja Korhonen Vierte. Den Einzelwettbewerb beendete sie auf Rang 19. Zudem nahm Hirvonen auch an zwei Medaillenentscheidungen im Skispringen teil: Sowohl im Team als auch im Mixed-Team belegte sie den zehnten Platz. Nach weiteren Punktgewinnen im Weltcup erreichte Hirvonen zum Saisonende den 29. Platz in der Gesamtweltcupwertung.
Am 5. Oktober gewann Hirvonen in Otepää den Intercontinental-Cup-Wettbewerb im Spezialspringen. Ihr Fokus lag in der Saison 2024/25 aber weiterhin auf der Nordischen Kombination und den Junioren-Wettkämpfen. Zum Weltcup-Auftakt lief sie in Lillehammer auf Rang 17 im Gundersen Einzel. Bei den Nordischen Junioren-Skiweltmeisterschaften 2025 in Lake Placid gewann sie gemeinsam mit Minja Korhonen den Teamsprint. Im Einzel wurde sie Siebte und mit dem Mixed-Team Sechste. Bei den Nordischen Skiweltmeisterschaften 2025 in Trondheim belegte sie im Massenstart den 19. Platz. Tags darauf wurde sie gemeinsam mit Eero Hirvonen, Minja Korhonen und Ilkka Herola Fünfte im Mixed-Team. Am dritten Wettkampftag sprang sie gemeinsam mit Jenny Rautionaho, Minja Korhonen und Julia Kykkänen im Teamwettbewerb der Spezialspringerinnen auf den neunten Platz. Am 21. März 2025 debütierte Hirvonen in Lahti im Skisprung-Weltcup und blieb dabei mit Platz 31 außerhalb der Punkteränge.

## Privates
Hirvonens Mutter ist eine ehemalige Skiballetttänzerin. Ihre jüngere Schwester Hilla ist im Biathlon aktiv.

## Erfolge

### Continental-Cup-Siege im Skispringen
| Nr. | Datum           | Ort    | Schanzentyp   |
| --- | --------------- | ------ | ------------- |
| 01. | 5. Oktober 2024 | Otepää | Normalschanze |

## Statistik

### Nordische Kombination

#### Weltcup-Platzierungen
| Saison  | Platz | Punkte |
| ------- | ----- | ------ |
| 2023/24 | 29.   | 096    |

#### Grand-Prix-Platzierungen
| Saison | Platz | Punkte |
| ------ | ----- | ------ |
| 2023   | 20.   | 088    |

#### Continental-Cup-Platzierungen
| Saison  | Platz | Punkte |
| ------- | ----- | ------ |
| 2023/24 | 19.   | 120    |